# Campionato mondiale di hockey su ghiaccio Under-18 2009
L'11º Campionato mondiale di hockey su ghiaccio U-18 è stato assegnato dall'International Ice Hockey Federation agli Stati Uniti d'America, che lo hanno ospitato a Fargo e a Moorhead nel periodo tra il 9 e il 19 aprile 2009. Le partite giocate a Fargo si sono disputate all'interno dell'Urban Plains Center, mentre i match giocati a Moorhead si sono svolti nel Moorhead Sports Center. Le due città del Midwest hanno battuto la concorrenza di Providence e Saint Cloud. Nella finale gli Stati Uniti si sono aggiudicati in casa il quarto titolo battendo la Russia con il punteggio di 5-0. Al terzo posto è giunta la Finlandia, che ha avuto la meglio sul Canada per 5-4 dopo gli shootout.

## Campionato di gruppo A

### Partecipanti
Al torneo prendono parte 10 squadre:
| 8 dall'Europa     | Finlandia | Germania    |
| 8 dall'Europa     | Norvegia  | Rep. Ceca   |
| 8 dall'Europa     | Russia    | Slovacchia  |
| 8 dall'Europa     | Svezia    | Svizzera    |
| 2 dal Nordamerica | Canada    | Stati Uniti |

### Gironi preliminari
Le dieci squadre partecipanti sono state divise in due gironi da 5 cinque squadre ciascuno: le compagini che si classificano al primo posto nel rispettivo girone si qualificano direttamente alle semifinali. La seconda e la terza classifica di ciascun raggruppamento disputano invece i quarti di finale. La quarta e la quinta giocano infine un ulteriore girone al termine del quale le ultime due classificate vengono retrocesse in Prima Divisione.

#### Girone A
| Moorhead 9 aprile 2009, ore 16:00 UTC-5 | Rep. Ceca | 0 – 7 (0-3; 0-3; 0-1) referto | Svezia | Moorhead Sports Center (136 spett.) |

| Fargo 9 aprile 2009, ore 16:30 UTC-5 | Germania | 2 – 11 (1-1; 0-7; 1-3) referto | Canada | Urban Plains Center (1.389 spett.) |

| Moorhead 10 aprile 2009, ore 19:30 UTC-5 | Svizzera | 2 – 6 (0-1; 3-4; 1-1) referto | Rep. Ceca | Moorhead Sports Center (623 spett.) |

| Moorhead 11 aprile 2009, ore 16:00 UTC-5 | Svezia | 5 – 4 (2-1; 2-1; 1-2) referto | Germania | Moorhead Sports Center (196 spett.) |

| Fargo 11 aprile 2009, ore 16:00 UTC-5 | Canada | 8 – 1 (2-1; 3-0; 3-0) referto | Svizzera | Urban Plains Center (1.516 spett.) |

| Moorhead 12 aprile 2009, ore 17:00 UTC-5 | Germania | 4 – 3 (2-0; 1-1; 1-2) referto | Rep. Ceca | Moorhead Sports Center (156 spett.) |

| Moorhead 13 aprile 2009, ore 16:00 UTC-5 | Svezia | 11 – 0 (3-0; 5-0; 3-0) referto | Svizzera | Moorhead Sports Center (151 spett.) |

| Fargo 13 aprile 2009, ore 16:00 UTC-5 | Rep. Ceca | 3 – 4 (d.t.s.) (1-0; 2-0; 0-3) referto | Canada | Urban Plains Center (1.307 spett.) |

| Moorhead 14 aprile 2009, ore 16:00 UTC-5 | Svizzera | 8 – 3 (1-0; 4-2; 3-1) referto | Germania | Moorhead Sports Center (99 spett.) |

| Fargo 14 aprile 2009, ore 16:00 UTC-5 | Canada | 4 – 2 (2-0; 1-2; 1-0) referto | Svezia | Urban Plains Center (1.543 spett.) |

| Pos. |           | PG | V | VOT | POT | P | GF | GS | DR  | Pt | Accede a             |
| 1.   | Canada    | 4  | 3 | 1   | 0   | 0 | 27 | 8  | +19 | 11 | Semifinali           |
| 2.   | Svezia    | 4  | 3 | 0   | 0   | 1 | 25 | 8  | +17 | 9  | Quarti di finale     |
| 3.   | Rep. Ceca | 4  | 1 | 0   | 1   | 2 | 12 | 17 | -5  | 4  | Quarti di finale     |
| 4.   | Svizzera  | 4  | 1 | 0   | 0   | 3 | 11 | 28 | -17 | 3  | Girone Retrocessione |
| 5.   | Germania  | 4  | 1 | 0   | 0   | 3 | 13 | 27 | -14 | 3  | Girone Retrocessione |

#### Girone B
| Moorhead 9 aprile 2009, ore 19:30 UTC-5 | Finlandia | 7 – 4 (2-2; 4-2; 1-0) referto | Russia | Moorhead Sports Center (271 spett.) |

| Fargo 9 aprile 2009, ore 20:00 UTC-5 | Norvegia | 0 – 8 (0-2; 0-3; 0-3) referto | Stati Uniti | Urban Plains Center (2.678 spett.) |

| Fargo 10 aprile 2009, ore 19:30 UTC-5 | Slovacchia | 5 – 2 (0-0; 3-0; 2-2) referto | Norvegia | Urban Plains Center (2.999 spett.) |

| Moorhead 11 aprile 2009, ore 19:30 UTC-5 | Russia | 7 – 2 (1-0; 4-1; 2-1) referto | Slovacchia | Moorhead Sports Center (249 spett.) |

| Fargo 11 aprile 2009, ore 19:30 UTC-5 | Stati Uniti | 4 – 3 (2-0; 2-0; 0-3) referto | Finlandia | Urban Plains Center (3.166 spett.) |

| Fargo 12 aprile 2009, ore 17:00 UTC-5 | Norvegia | 1 – 8 (0-4; 0-1; 1-3) referto | Russia | Urban Plains Center (1.594 spett.) |

| Moorhead 13 aprile 2009, ore 19:30 UTC-5 | Finlandia | 10 – 1 (3-0; 6-1; 1-0) referto | Norvegia | Moorhead Sports Center (154 spett.) |

| Fargo 13 aprile 2009, ore 19:30 UTC-5 | Stati Uniti | 12 – 0 (3-0; 4-0; 5-0) referto | Slovacchia | Urban Plains Center (2.040 spett.) |

| Moorhead 14 aprile 2009, ore 19:30 UTC-5 | Slovacchia | 0 – 7 (0-3; 0-2; 0-2) referto | Finlandia | Moorhead Sports Center (137 spett.) |

| Fargo 14 aprile 2009, ore 19:30 UTC-5 | Russia | 6 – 5 (0-2; 3-1; 3-2) referto | Stati Uniti | Urban Plains Center (3.584 spett.) |

| Pos. |             | PG | V | VOT | POT | P | GF | GS | DR  | Pt | Accede a             |
| 1.   | Finlandia   | 4  | 3 | 0   | 0   | 1 | 27 | 9  | +18 | 9  | Semifinali           |
| 2.   | Stati Uniti | 4  | 3 | 0   | 0   | 1 | 29 | 9  | +20 | 9  | Quarti di finale     |
| 3.   | Russia      | 4  | 3 | 0   | 0   | 1 | 25 | 15 | +10 | 9  | Quarti di finale     |
| 4.   | Slovacchia  | 4  | 1 | 0   | 0   | 3 | 7  | 28 | -21 | 3  | Girone Retrocessione |
| 5.   | Norvegia    | 4  | 0 | 0   | 0   | 4 | 4  | 31 | -27 | 0  | Girone Retrocessione |

### Girone per non retrocedere
Le ultime due classificate di ogni raggruppamento si sfidano in un girone all'italiana di sola andata. Le prime due classificate guadagnano la permanenza nel Gruppo A, mentre le ultime vengono retrocesse in Prima Divisione. Le sfide tra squadre provenienti dallo stesso girone si disputano, ma tutte le squadre ereditano i punti e la differenza reti delle partite precedentemente giocate. Pertanto Svizzera e Slovacchia partono da 3 punti in virtù delle vittorie rispettivamente su Germania e Norvegia.
| Moorhead 16 aprile 2009, ore 19:30 UTC-5 | Svizzera | 7 – 3 (3-1; 4-1; 0-1) referto | Norvegia | Moorhead Sports Center (94 spett.) |

| Moorhead 17 aprile 2009, ore 19:30 UTC-5 | Slovacchia     | 4 – 4 (d.t.s.) (0-1; 1-3; 3-0; 0-0) referto | Germania | Moorhead Sports Center (93 spett.) |
| Shootout 0 – 1                           |                |                                             |          |                                    |
|                                          |                |                                             |          |                                    |
|                                          | Shootout 0 – 1 |                                             |          |                                    |

| Moorhead 18 aprile 2009, ore 16:00 UTC-5 | Svizzera | 2 – 4 (0-0; 2-2; 0-2) referto | Slovacchia | Moorhead Sports Center (82 spett.) |

| Moorhead 19 aprile 2009, ore 19:30 UTC-5 | Germania | 2 – 5 (1-1; 1-3; 1-2) referto | Norvegia | Moorhead Sports Center (105 spett.) |

| Pos. |            | PG | V | VOT | POT | P | GF | GS | DR | Pt |
| 1.   | Slovacchia | 3  | 2 | 0   | 1   | 0 | 13 | 9  | +4 | 7  |
| 2.   | Svizzera   | 3  | 2 | 0   | 0   | 1 | 17 | 10 | +7 | 6  |
| 3.   | Norvegia   | 3  | 1 | 0   | 0   | 2 | 10 | 14 | -4 | 3  |
| 4.   | Germania   | 3  | 0 | 1   | 0   | 2 | 10 | 17 | -7 | 2  |

### Fase ad eliminazione diretta
|  | Quarti di finale | Quarti di finale | Quarti di finale |  |  | Semifinali | Semifinali  | Semifinali |  |  | Finali          | Finali          | Finali          |
|  |                  |                  |                  |  |  |            |             |            |  |  |                 |                 |                 |
|  |                  |                  |                  |  |  | B1         | Finlandia   | 0          |  |  |                 |                 |                 |
|  | A2               | Svezia           | 1                |  |  | A2         | Russia      | 4          |  |  |                 |                 |                 |
|  | B3               | Russia           | 4                |  |  |            |             |            |  |  | B3              | Russia          | 0               |
|  |                  |                  |                  |  |  |            |             |            |  |  | B2              | Stati Uniti     | 5               |
|  |                  |                  |                  |  |  | A1         | Canada      | 1          |  |  |                 |                 |                 |
|  | B2               | Stati Uniti      | 6                |  |  | B2         | Stati Uniti | 2          |  |  | Finale 3° posto | Finale 3° posto | Finale 3° posto |
|  | A3               | Rep. Ceca        | 2                |  |  |            |             |            |  |  | A1              | Canada          | 4               |
|  |                  |                  |                  |  |  |            |             |            |  |  | B1              | Finlandia       | 5               |

#### Quarti di finale
| Fargo 16 aprile 2009, ore 16:00 UTC-5 | Svezia | 1 – 4 (1-0; 0-2; 0-2) referto | Russia | Urban Plains Center (1.456 spett.) |

| Fargo 16 aprile 2009, ore 19:30 | Stati Uniti | 6 – 2 (2-1; 4-0; 0-1) referto | Rep. Ceca | Urban Plains Center (2.049 spett.) |

#### Semifinali
| Fargo 17 aprile 2009, ore 16:00 UTC-5 | Finlandia | 0 – 4 (0-0; 0-2; 0-2) referto | Russia | Urban Plains Center (1.551 spett.) |

| Fargo 17 aprile 2009, ore 19:30 UTC-5 | Canada | 1 – 2 (0-0; 1-0; 0-2) referto | Stati Uniti | Urban Plains Center (4.906 spett.) |

#### Finale per il 5º posto
| Fargo 18 aprile 2009, ore 19:30 UTC-5 | Svezia | 4 – 2 (0-1; 3-0; 1-1) referto | Rep. Ceca | Urban Plains Center (1.672 spett.) |

#### Finale per il 3º posto
| Fargo 19 aprile 2009, ore 15:00 UTC-5 | Canada         | 4 – 4 (d.t.s.) (3-1; 1-1; 0-2; 0-0) referto | Finlandia | Urban Plains Center (3.680 spett.) |
| Shootout 0 – 1                        |                |                                             |           |                                    |
|                                       |                |                                             |           |                                    |
|                                       | Shootout 0 – 1 |                                             |           |                                    |

#### Finale
| Fargo 19 aprile 2009, ore 19:00 UTC-5 | Russia | 0 – 5 (0-2; 0-1; 0-2) referto | Stati Uniti | Urban Plains Center (4.923 spett.) |

### Classifica marcatori
| Giocatore                | PG | G  | A  | Pt | +/- | MP |
| ------------------------ | -- | -- | -- | -- | --- | -- |
| Toni Rajala              | 6  | 10 | 9  | 19 | +10 | 6  |
| Vladimir Tarasenko       | 7  | 8  | 7  | 15 | +7  | 6  |
| Teemu Pulkkinen          | 6  | 7  | 6  | 13 | +9  | 4  |
| Evgeni Kuznetsov         | 7  | 6  | 7  | 13 | +7  | 10 |
| Jerry D'Amigo            | 7  | 4  | 9  | 13 | +5  | 8  |
| Mikael Granlund          | 6  | 2  | 11 | 13 | +9  | 0  |
| Magnus Pääjärvi-Svensson | 6  | 6  | 6  | 12 | +6  | 0  |
| Alexander Burmistrov     | 7  | 4  | 7  | 11 | +7  | 6  |
| Kirill Kabanov           | 7  | 4  | 7  | 11 | +5  | 18 |
| Jeremy Morin             | 7  | 6  | 4  | 10 | +6  | 8  |

### Classifica portieri
| Giocatore     | Min    | TC  | GS | SO | MGS  | Sv%   |
| ------------- | ------ | --- | -- | -- | ---- | ----- |
| Jack Campbell | 240:58 | 92  | 3  | 2  | 0.75 | 96.74 |
| Michael Zador | 371:10 | 217 | 15 | 0  | 2.42 | 93.09 |
| Igor Bobkov   | 360:00 | 274 | 20 | 1  | 3.33 | 92.70 |
| Robin Lehner  | 235:42 | 131 | 11 | 1  | 2.80 | 91.60 |
| Joni Ortio    | 308:55 | 154 | 15 | 1  | 2.91 | 90.26 |

### Classifica finale
| Pos | Squadra     |
| --- | ----------- |
| 1   | Stati Uniti |
| 2   | Russia      |
| 3   | Finlandia   |
| 4   | Canada      |
| 5   | Svezia      |
| 6   | Rep. Ceca   |
| 7   | Slovacchia  |
| 8   | Svizzera    |
| 9   | Norvegia    |
| 10  | Germania    |

| Promosse nel Gruppo A:         | Bielorussia | Lettonia |
| Retrocesse in Prima divisione: | Norvegia    | Germania |

#### Riconoscimenti
Riconoscimenti individuali
| Premio             | Giocatore   |
| ------------------ | ----------- |
| Miglior portiere   | Igor Bobkov |
| Miglior difensore  | Cam Fowler  |
| Miglior attaccante | Toni Rajala |

All-Star Team

| Attacco:  | Toni Rajala – Jerry D'Amigo – Vladimir Tarasenko |
| Difesa:   | Tim Erixon – Cam Fowler                          |
| Portiere: | Jack Campbell                                    |

## Prima Divisione
Il Campionato di Prima Divisione si è svolto in due gironi all'italiana. Il Gruppo A ha giocato a Minsk, in Bielorussia, fra il 6 e il 12 aprile 2009. Il Gruppo B ha giocato ad Asiago, in Italia, fra il 29 marzo e il 5 aprile 2009:

### Gruppo A
| Pos. |             | PG | V | VOT | POT | P | GF | GS | DR  | Pt |
| 1.   | Bielorussia | 5  | 4 | 1   | 0   | 0 | 23 | 6  | +17 | 14 |
| 2.   | Polonia     | 5  | 2 | 2   | 0   | 1 | 25 | 13 | +12 | 10 |
| 3.   | Ungheria    | 5  | 3 | 0   | 1   | 1 | 19 | 18 | +1  | 10 |
| 4.   | Kazakistan  | 5  | 2 | 0   | 1   | 2 | 16 | 21 | -5  | 7  |
| 5.   | Lituania    | 5  | 1 | 0   | 1   | 3 | 13 | 16 | -3  | 4  |
| 6.   | Ucraina     | 5  | 0 | 0   | 0   | 5 | 7  | 29 | -22 | 1  |

### Gruppo B
| Pos. |           | PG | V | VOT | POT | P | GF | GS | DR  | Pt |
| 1.   | Lettonia  | 5  | 4 | 0   | 0   | 1 | 18 | 10 | +8  | 12 |
| 2.   | Danimarca | 5  | 3 | 0   | 1   | 1 | 15 | 7  | +8  | 10 |
| 3.   | Austria   | 5  | 2 | 1   | 0   | 1 | 21 | 20 | +1  | 10 |
| 4.   | Francia   | 5  | 1 | 1   | 1   | 2 | 15 | 17 | -2  | 6  |
| 5.   | Giappone  | 5  | 0 | 2   | 1   | 2 | 13 | 16 | -3  | 5  |
| 6.   | Italia    | 5  | 0 | 0   | 2   | 3 | 8  | 20 | -12 | 2  |

| Promosse nel Gruppo A:           | Bielorussia | Lettonia |
| Retrocesse in Seconda Divisione: | Ucraina     | Italia   |

## Seconda Divisione
Il Campionato di Seconda Divisione si è svolto in due gironi all'italiana. Il Gruppo A ha giocato a Maribor, in Slovenia, fra il 22 e il 28 marzo 2009. Il Gruppo B ha giocato a Narva, in Estonia, fra il 16 e il 22 marzo 2009:

### Gruppo A
| Pos. |               | PG | V | VOT | POT | P | GF | GS | DR  | Pt |
| 1.   | Corea del Sud | 5  | 5 | 0   | 0   | 0 | 30 | 4  | +26 | 15 |
| 2.   | Slovenia      | 5  | 4 | 0   | 0   | 1 | 42 | 5  | +37 | 12 |
| 3.   | Romania       | 5  | 3 | 0   | 0   | 2 | 23 | 20 | +3  | 9  |
| 4.   | Croazia       | 5  | 2 | 0   | 0   | 3 | 23 | 27 | -4  | 6  |
| 5.   | Spagna        | 5  | 1 | 0   | 0   | 4 | 12 | 27 | -15 | 3  |
| 6.   | Messico       | 5  | 0 | 0   | 0   | 5 | 3  | 50 | -47 | 0  |

### Gruppo B
| Pos. |             | PG | V | VOT | POT | P | GF | GS | DR  | Pt |
| 1.   | Regno Unito | 5  | 5 | 0   | 0   | 0 | 46 | 11 | +35 | 15 |
| 2.   | Estonia     | 5  | 3 | 1   | 0   | 1 | 22 | 14 | +8  | 11 |
| 3.   | Belgio      | 5  | 1 | 2   | 1   | 4 | 23 | 19 | +4  | 8  |
| 4.   | Paesi Bassi | 5  | 2 | 0   | 1   | 2 | 34 | 22 | +12 | 7  |
| 5.   | Serbia      | 5  | 1 | 0   | 1   | 3 | 16 | 35 | -19 | 4  |
| 6.   | Cina        | 5  | 0 | 0   | 0   | 5 | 9  | 49 | -40 | 0  |

| Promosse in Prima Divisione:   | Corea del Sud | Regno Unito |
| Retrocesse in Terza Divisione: | Messico       | Cina        |

## Terza Divisione
Il Campionato di Terza Divisione si è svolto in due gironi all'italiana. Il Gruppo A ha giocato a Taipei, in Taiwan, fra il 27 febbraio e il 5 marzo 2009. Il Gruppo B ha giocato a Erzurum, in Turchia, fra il 9 e il 15 marzo 2009:

### Gruppo A
| Pos. |               | PG | V | VOT | POT | P | GF | GS | DR  | Pt |
| 1.   | Australia     | 4  | 4 | 0   | 0   | 0 | 63 | 3  | +60 | 12 |
| 2.   | Nuova Zelanda | 4  | 3 | 0   | 0   | 1 | 28 | 12 | +16 | 9  |
| 3.   | Taipei cinese | 4  | 2 | 0   | 0   | 2 | 28 | 14 | +14 | 6  |
| 4.   | Sudafrica     | 4  | 1 | 0   | 0   | 3 | 19 | 32 | -13 | 3  |
| 5.   | Mongolia      | 4  | 0 | 0   | 0   | 4 | 4  | 81 | -77 | 0  |

### Gruppo B
| Pos. |          | PG | V | VOT | POT | P | GF | GS | DR  | Pt |
| 1.   | Islanda  | 3  | 3 | 0   | 0   | 0 | 48 | 1  | +47 | 9  |
| 2.   | Turchia  | 3  | 2 | 0   | 0   | 1 | 25 | 26 | -1  | 6  |
| 3.   | Irlanda  | 3  | 1 | 0   | 0   | 2 | 9  | 39 | -30 | 3  |
| 4.   | Bulgaria | 3  | 0 | 0   | 0   | 3 | 8  | 24 | -16 | 0  |

| Promosse in Seconda Divisione:      | Australia | Islanda |
| Retrocesse dalla Seconda Divisione: | Messico   | Cina    |